# Thomas Murray junior
Thomas Murray Jr. (* 1770 bei Potts Grove, Northumberland County, Province of Pennsylvania; † 26. August 1823 in East Chillisquaque, Pennsylvania) war ein US-amerikanischer Politiker. Zwischen 1821 und 1823 vertrat er den Bundesstaat Pennsylvania im US-Repräsentantenhaus.

## Werdegang
Thomas Murray war ein Cousin des Kongressabgeordneten John Murray (1768–1834). Er besuchte private Schulen und betätigte sich danach in der Landwirtschaft. Politisch wurde er Mitglied der Ende der 1790er Jahre von Thomas Jefferson gegründeten Demokratisch-Republikanischen Partei. Im Jahr 1813 war er Abgeordneter im Repräsentantenhaus von Pennsylvania; 1814 gehörte er dem Staatssenat an.
Nach dem Rücktritt des Kongressabgeordneten William Cox Ellis wurde Murray bei der fälligen Nachwahl als dessen Nachfolger in das US-Repräsentantenhaus in Washington, D.C. gewählt, wo er am 9. Oktober 1821 sein neues Mandat antrat. Da er im Jahr 1822 auf eine weitere Kandidatur verzichtete, konnte er bis zum 3. März 1823 nur die laufende Legislaturperiode im Kongress beenden. Er starb nur wenige Monate später, am 26. August 1823, in East Chillisquaque nahe Potts Grove.